# Ewald Balser
Ewald Balser (5 de octubre de 1898 - 17 de abril de 1978) fue un actor de nacionalidad alemana.

## Biografía

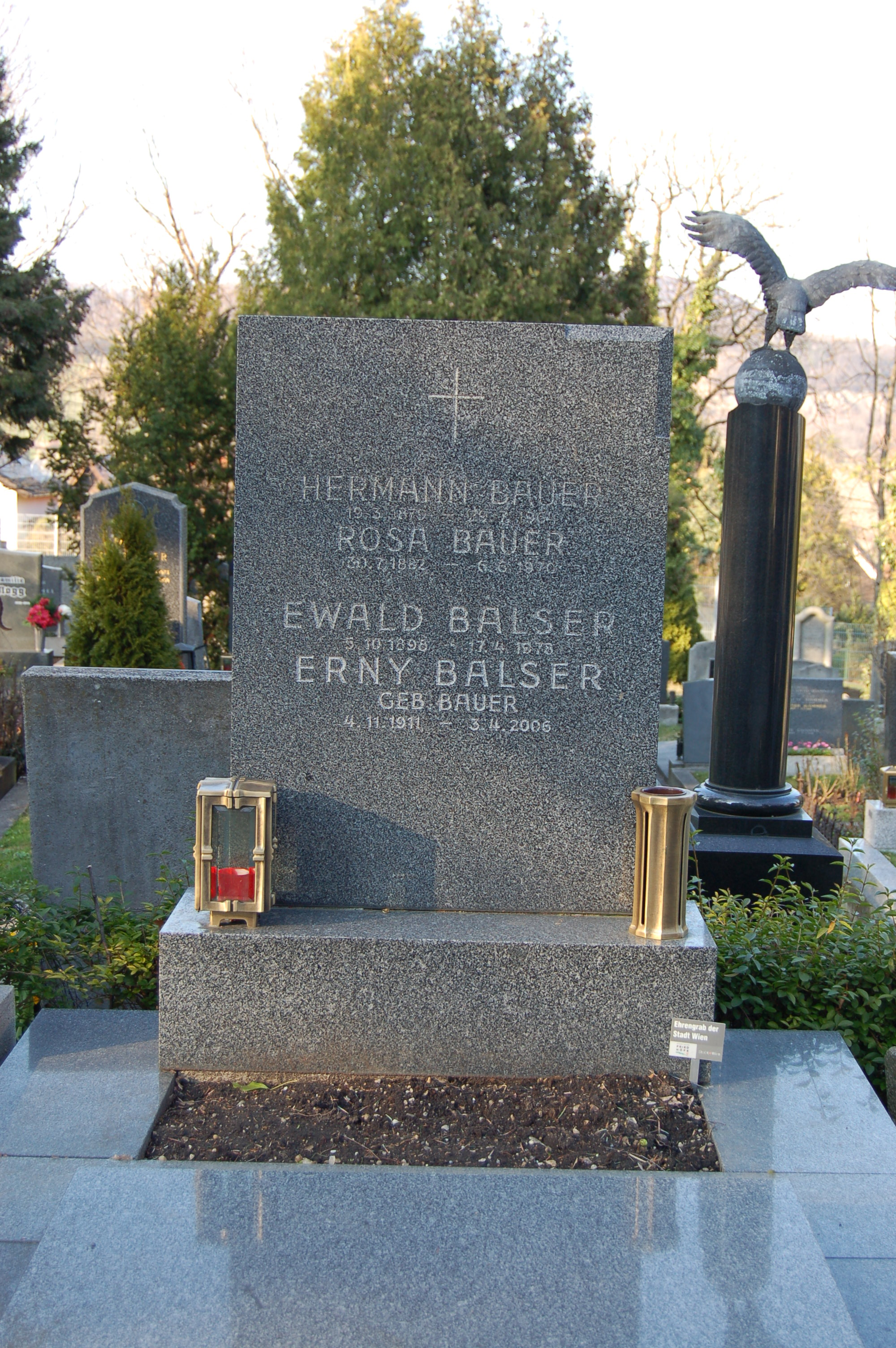
Tumba de Ewald Balser en el Cementerio Neustifter Friedhof

Nacido en Elberfeld, Alemania, era el menor de once hijos del albañil Wilhelm Balser y su esposa, Mathilde Lohe. En un principio, Balser cursó estudios de orfebrería en la Escuela de Artes Aplicadas de Elberfeld, participando en la Primera Guerra Mundial, en la cual resultó herido en 1917. 
Finalizada la contienda trabajó en su profesión, pero también tomó clases de actuación, desempeñando pequeños papeles en el Theatern de Elberfeld-Barmen. En 1919 debutó en el Stadttheater de Elberfeld con la obra Emilia Galotti. En 1923 obtuvo un compromiso para actuar en el Teatro de Basilea. Al año siguiente se trasladó al Stadttheater de Düsseldorf, donde tuvo el papel principal de Fausto. Louise Dumont quedó tan impresionada por su actuación en la obra de Bertolt Brecht Mann ist Mann que lo llevó a trabajar al Düsseldorfer Schauspielhaus. Actuó, asimismo, en el Deutsches Theater y el Volksbühne de Berlín, y en Colonia, Darmstadt y Heidelberg. Desde 1921 a 1928 actuó en el Teatro de Cámara de Múnich, pasando ese último año al Burgtheater de Viena, donde interpretó principalmente a personajes heroicos. Fue también invitado a actuar en el Festival de Salzburgo, y en 1933 se trasladó a Berlín, donde actuó en el Volksbühne, formando parte a partir de 1935 de la compañía del Deutsches Theater.
En 1935 rodó su primera película, Jana, das Mädchen aus dem Böhmerwald. Se especializó en la interpretación de personajes serios en películas de corte dramático, encarnando a médicos, sacerdotes, obispos y artistas, entre otros. Además fue conocido por su interpretación de personajes históricos, cono fue el caso de Rembrandt van Rijn en Rembrandt (1942), Ernst Ferdinand Sauerbruch en Sauerbruch – Das war mein Leben (1954) o Beethoven en Eroica (1949) y Das Dreimäderlhaus (1958). 
En la reapertura del Burgtheater tras la Segunda Guerra Mundial encarnó a Primislaus Ottokar en la obra de Franz Grillparzer König Ottokars Glück und Ende. También participó en el Jedermann bei den Salzburger Festspielen tras la desaparición del Nazismo. A partir de los años 1960 volvió a centrarse en el teatro, y en 1963 se convirtió en miembro honorario del Burgtheater.
La primera esposa de Balser fue la actriz Vera Balser-Eberle. En 1950 se casó con Ernestine Bauer, madre de su hija Evelyn. Ewald Balser falleció en el año 1978 en Viena, Austria, a causa de un cáncer. Fue enterrado en el Cementerio Neustifter Friedhof.

## Filmografía
- 1935 : Jana, das Mädchen aus dem Böhmerwald
- 1938 : Die Frau am Scheidewege
- 1939 : Umwege zum Glück
- 1939 : Die unheimlichen Wünsche
- 1939 : Befreite Hände
- 1939 : Der Weg zu Isabel
- 1940 : Das Fräulein von Barnhelm
- 1941 : Ehe man Ehemann wird
- 1942 : Rembrandt
- 1943 : Der dunkle Tag
- 1943 : Gabriele Dambrone
- 1943 : Ein glücklicher Mensch
- 1945 : Der Scheiterhaufen
- 1946 : Glaube an mich
- 1948 : Der Prozeß
- 1949 : Eroica
- 1950 : Die Lüge
- 1950 : Opfer des Herzens
- 1950 : Der Wallnerbub
- 1950 : Das gestohlene Jahr
- 1951 : Sensation in San Remo
- 1952 : Mein Herz darfst Du nicht fragen
- 1954 : Sauerbruch – Das war mein Leben
- 1955 : Nora (TV)
- 1955 : Kinder, Mütter und ein General
- 1955 : Spionage
- 1955 : Geheimnis einer Ärztin
- 1955 : Sarajevo
- 1955 : Versuchung
- 1957 : Vater, unser bestes Stück
- 1958 : Nachtschwester Ingeborg
- 1958 : Die grünen Teufel von Monte Cassino
- 1958 : El cebo
- 1958 : Petersburger Nächte
- 1958 : Man müßte nochmal zwanzig sein
- 1958 : Ohne Mutter geht es nicht
- 1958 : Das Dreimäderlhaus
- 1958 : Der Priester und das Mädchen
- 1959 : Arzt ohne Gewissen
- 1960 : Don Carlos
- 1960 : Glocken läuten überall
- 1961 : Prinz Friedrich von Homburg (TV)
- 1961 : Ruf der Wildgänse
- 1961 : Jedermann
- 1962 : Donadieu (TV)
- 1962 : Der Prozeß Sokrates (TV)
- 1962 : Leutnant Gustl (TV)
- 1966 : Prinz Friedrich von Homburg (TV)

## Radio
- 1926 : William Shakespeare: El sueño de una noche de verano, dirección de Gustav Hartung (Süddeutscher Rundfunk (Stuttgart))[2]
- 1926 : William Shakespeare: El sueño de una noche de verano, dirección de Gustav Hartung (SÜRAG (Stuttgart))
- 1926 : William Shakespeare: El sueño de una noche de verano, dirección de Gustav Hartung (Nordische Rundfunk AG (Hamburgo))
- 1927 : Hans Müller-Schlösser: Wibbels Auferstehung, dirección de Eduard Bornträger (Westdeutscher Rundfunk (Colonia))
- 1927 : Hans Müller-Schlösser: Wibbels Auferstehung, dirección de Eduard Bornträger (WER (Colonia))
- 1949 : Johann Wolfgang von Goethe: Iphigenie auf Tauris, dirección de Leopold Lindtberg (Rot-Weiß-Rot / Salzburger Landestheater)
- 1952 : Marie Luise Kaschnitz: Jasons letzte Nacht, dirección de Hanns Korngiebel (Rundfunk im amerikanischen Sektor)
- 1953 : Erich Kuby: Der verschwundene Graf, dirección de Gert Westphal (Nordwestdeutscher Rundfunk)
- 1953 : Alfred Neumann: Viele heißen Kain, dirección de Heinz Günther Stamm (Bayerischer Rundfunk)
- 1954 : Lesley Storm: Der verhängnisvolle Tag, dirección de Heinz Günther Stamm (Bayerischer Rundfunk)
- 1954 : Heinrich von Kleist: Die Familie Ghonorez, dirección de Otto Kurth (Bayerischer Rundfunk)
- 1955 : Friedrich von Schiller: Kabale und Liebe, dirección de Adolf Rott (Bayerischer Rundfunk – grabación del Burgtheater de Viena en el Ruhrfestspiele de Recklinghausen)
- 1955 : Miguel de Unamuno: Abel Sánchez, dirección de Curt Goetz-Pflug (ORF / Sender Freies Berlin / Hessischer Rundfunk)
- 1955 : Charles Bertin: Christoph Columbus, dirección de Oswald Döpke (Radio Bremen / ORF)
- 1957 : Dante Alighieri: Divina comedia (2ª parte: El purgatorio (1), dirección de Otto Kurth (Bayerischer Rundfunk)
- 1957 : Dante Alighieri: Divina comedia (2ª parte: El purgatorio (2), dirección de Otto Kurth (BR)
- 1957 : Thornton Wilder: Alkestis, dirección de Gert Westphal (Westdeutscher Rundfunk / Südwestfunk / Radio Bremen)
- 1958 : Rudolf Bayr: Im Hauch von Orangenblüten, dirección de Hans Conrad Fischer (ORF / Südwestfunk)
- 1959 : Eduard König: Der Mann ohne Ehrgeiz, dirección de Oswald Döpke (ORF / Radio Bremen)
- 1959 : Friedrich von Schiller: Don Carlos, dirección de Leopold Lindtberg (Süddeutscher Rundfunk)
- 1960 : Stefan Zweig: Die Augen des ewigen Bruders, dirección de Hans Conrad Fischer (Radio Bremen / Österreichischer Rundfunk / Süddeutscher Rundfunk / Saarländischer Rundfunk)
- 1960 : Friedrich von Schiller: Wallenstein (1ª parte: Wallensteins Lager, dirección de Ludwig Cremer (Norddeutscher Rundfunk / ORF)
- 1960 : Friedrich von Schiller: Wallenstein (2ª parte: Wallensteins Tod, dirección de Ludwig Cremer (NDR / ORF)
- 1960 : Hermann Gressieker: Seneca und die goldenen Jahre, dirección de Oswald Döpke (Radio Bremen / ORF)
- 1961 : Johann Wolfgang von Goethe: Torquato Tasso, dirección de Leopold Lindtberg (ORF / Bayerischer Rundfunk / Süddeutscher Rundfunk)
- 1961 : T. S. Eliot: Ein verdienter Staatsmann, dirección de Hans Conrad Fischer (ORF / Schweizer Radio DRS / Südwestfunk)
- 1962 : Louis Gaulis: Kapitän Karagöz, dirección de Curt Goetz-Pflug (Sender Freies Berlin / ORF)
- 1964 : Adalbert Stifter: Der Hagestolz, dirección de Hans Conrad Fischer (ORF / Sender Freies Berlin / Schweizer Radio DRS / Saarländischer Rundfunk)
- 1964 : William Shakespeare: Hamlet, dirección de Hans Conrad Fischer (Sender Freies Berlin / ORF)
- 1965 : Ingmar Bergman: Wilde Erdbeeren, dirección de Rudolf Noelte (Bayerischer Rundfunk / Südwestfunk / ORF)
- 1966 : Conrad Ferdinand Meyer: Der Schuß von der Kanzel, dirección de Hans Conrad Fischer (Sender Freies Berlin / ORF / Saarländischer Rundfunk)

## Premios
- 1952: Premio Karl Renner[3][4]
- 1955: Orden al Mérito de la República de Austria
- 1958: Anillo de honor de la ciudad de Viena
- 1968: Medalla Josef Kainz
- 1974: Deutscher Filmpreis
- 1977: Orden al Mérito de la República de Austria[5]